# Lake Gibson
Lake Gibson är en sjö i Kanada.   Den ligger i Regional Municipality of Niagara och provinsen Ontario, i den sydöstra delen av landet, 400 km sydväst om huvudstaden Ottawa. Lake Gibson ligger 170 meter över havet. Arean är 1,7 kvadratkilometer. Den sträcker sig 2,5 kilometer i nord-sydlig riktning, och 3,0 kilometer i öst-västlig riktning.